# Ollie Hancock
Oliver Joseph „Ollie“ Hancock (* 25. August 1987 in Windsor, Berkshire) ist ein britischer Rennfahrer. Er ist der Bruder des Rennfahrers Sam Hancock.

## Karriere
Hancock begann seine Motorsportkarriere im Alter von acht Jahren im Kartsport, nahm aber wegen finanzieller Probleme nur an fünf Rennen teil. 2003 wechselte er in den Formelsport und trat in der Winterserie der Classic Formel Ford 2000 an. 2004 startete Hancock in der regulären Meisterschaft und wurde Vizemeister. Da er aus Budgetproblemen 2005 an keiner Rennserie als Rennfahrer teilnehmen konnte, übernahm er bei einem Team in der britischen Formel Renault die Aufgaben eines Mechanikers, um seine technischen Fähigkeiten zu verbessern. 2006 kehrte Hancock ins Renncockpit zurück und wurde abermals Vizemeister der Classic Formel Ford 2000.
2007 wechselte Hancock in die BARC Formel Renault. Er gewann ein Rennen und schloss die Meisterschaft auf dem dritten Platz ab. 2008 folgte eine weitere Saison in der BARC Formel Renault, in der Hancock fünf Rennen für sich entschied. Mit 130 zu 101 Punkten setzte er sich gegen Johannes Seidlitz durch und gewann den Meistertitel. Anschließend nahm er an der Winterserie der britischen Formel Renault teil und belegte den zehnten Rang.
2009 wechselte Hancock in die britische Formel Renault. Bereits nach zwölf Rennen musste Hancock, dessen beste Platzierung ein vierter Platz war, wegen Budgetproblemen aus der Meisterschaft aussteigen. Am Ende der Saison belegte er den 22. Platz. Nach dem Tod von Henry Surtees kehrte Hancock noch während der Saison in den Motorsport zurück und ersetzte seinen Landsmann in der FIA-Formel-2-Meisterschaft. Er nahm an den letzten drei Rennwochenenden teil und belegte mit einem zehnten Platz als bestes Resultat punktelos den 25. Platz in der Fahrerwertung. 2010 fand Hancock kein Cockpit für eine komplette Saison. Er nahm schließlich nur am Saisonfinale des GT4 Europacups teil. Mit einem Sieg belegte er den 15. Platz in der Meisterschaft.

## Statistik

### Karrierestationen
| - 2003: Classic Formel Ford 2000, Winterserie - 2004: Classis Formel Ford 2000 (Platz 2) - 2006: Classis Formel Ford 2000 (Platz 2) | - 2007: BARC Formel Renault (Platz 3) - 2008: BARC Formel Renault (Meister) - 2008: Britische Formel Renault, Winterserie (Platz 10) | - 2009: Britische Formel Renault (Platz 22) - 2009: Formel 2 (Platz 25) - 2010: GT4 Europacup (Platz 15) |

### Le-Mans-Ergebnisse
| Jahr | Team     | Fahrzeug                 | Teamkollege     | Teamkollege | Platzierung | Ausfallgrund |
| ---- | -------- | ------------------------ | --------------- | ----------- | ----------- | ------------ |
| 2021 | TF Sport | Aston Martin Vantage AMR | John Hartshorne | Ross Gunn   | Rang 35     |              |

### Einzelergebnisse in der FIA-Langstrecken-Weltmeisterschaft
| Saison | Team     | Rennwagen                | 1   | 2   | 3   | 4   | 5   | 6   |
| ------ | -------- | ------------------------ | --- | --- | --- | --- | --- | --- |
| 2021   | TF Sport | Aston Martin Vantage AMR | SPA | POR | MON | LEM | BAH | BAH |
| 2021   | TF Sport | Aston Martin Vantage AMR | 35  |     |     |     |     |     |